# Rhaphuma krali
Rhaphuma krali är en skalbaggsart som beskrevs av Holzschuh 1992. Rhaphuma krali ingår i släktet Rhaphuma och familjen långhorningar. Inga underarter finns listade i Catalogue of Life.